# Sant Ostian
Sant Ostian (en francès Saint-Hostien) és un municipi francès situat al departament de l'Alt Loira i a la regió d'Alvèrnia-Roine-Alps. L'any 2007 tenia 612 habitants.

## Demografia

### Població
El 2007 la població de fet de Saint-Hostien era de 612 persones. Hi havia 256 famílies de les quals 92 eren unipersonals (52 homes vivint sols i 40 dones vivint soles), 76 parelles sense fills, 84 parelles amb fills i 4 famílies monoparentals amb fills.
La població ha evolucionat segons el següent gràfic:
Habitants censats

### Habitatges
El 2007 hi havia 381 habitatges, 253 eren l'habitatge principal de la família, 76 eren segones residències i 53 estaven desocupats. 336 eren cases i 45 eren apartaments. Dels 253 habitatges principals, 180 estaven ocupats pels seus propietaris, 64 estaven llogats i ocupats pels llogaters i 9 estaven cedits a títol gratuït; 1 tenia una cambra, 13 en tenien dues, 45 en tenien tres, 77 en tenien quatre i 117 en tenien cinc o més. 188 habitatges disposaven pel capbaix d'una plaça de pàrquing. A 99 habitatges hi havia un automòbil i a 111 n'hi havia dos o més.

### Piràmide de població
La piràmide de població per edats i sexe el 2009 era:
| Homes | Edats   | Dones |
| ----- | ------- | ----- |
| 0     | 95 o +  | 0     |
| 0     | 90 a 94 | 4     |
| 8     | 85 a 89 | 4     |
| 0     | 80 a 84 | 4     |
| 16    | 75 a 79 | 28    |
| 8     | 70 a 74 | 8     |
| 4     | 65 a 69 | 12    |
| 20    | 60 a 64 | 4     |
| 8     | 55 a 59 | 12    |
| 20    | 50 a 54 | 24    |
| 28    | 45 a 49 | 4     |
| 16    | 40 a 44 | 24    |
| 20    | 35 a 39 | 24    |
| 28    | 30 a 34 | 24    |
| 24    | 25 a 29 | 20    |
| 12    | 20 a 24 | 24    |
| 16    | 15 a 19 | 24    |
| 28    | 10 a 14 | 12    |
| 16    | 5 a 9   | 28    |
| 20    | 0 a 4   | 16    |

## Economia
El 2007 la població en edat de treballar era de 429 persones, 292 eren actives i 137 eren inactives. De les 292 persones actives 261 estaven ocupades (144 homes i 117 dones) i 31 estaven aturades (14 homes i 17 dones). De les 137 persones inactives 32 estaven jubilades, 26 estaven estudiant i 79 estaven classificades com a «altres inactius».

### Ingressos
El 2009 a Saint-Hostien hi havia 260 unitats fiscals que integraven 619,5 persones, la mediana anual d'ingressos fiscals per persona era de 17.145 €.

### Activitats econòmiques
Dels 30 establiments que hi havia el 2007, 4 eren d'empreses extractives, 1 d'una empresa alimentària, 4 d'empreses de fabricació d'altres productes industrials, 8 d'empreses de construcció, 5 d'empreses de comerç i reparació d'automòbils, 3 d'empreses de transport, 2 d'empreses d'hostatgeria i restauració, 1 d'una empresa d'informació i comunicació, 1 d'una empresa financera i 1 d'una empresa classificada com a «altres activitats de serveis».
Dels 12 establiments de servei als particulars que hi havia el 2009, 1 era una oficina de correu, 1 una oficina bancària, 3 tallers de reparació d'automòbils i de material agrícola, 2 paletes, 3 fusteries, 1 lampisteria i 1 electricista.
Dels 3 establiments comercials que hi havia el 2009, 1 era una fleca, 1 una carnisseria i 1 una botiga de material esportiu.
L'any 2000 a Saint-Hostien hi havia 16 explotacions agrícoles que ocupaven un total de 511 hectàrees.

## Equipaments sanitaris i escolars
El 2009 hi havia una escola elemental.

## Poblacions més properes
El següent diagrama mostra les poblacions més properes.